# 北京新侨诺富特饭店
北京新侨诺富特饭店，位于北京市东城区崇文门西大街1号。

## 简介

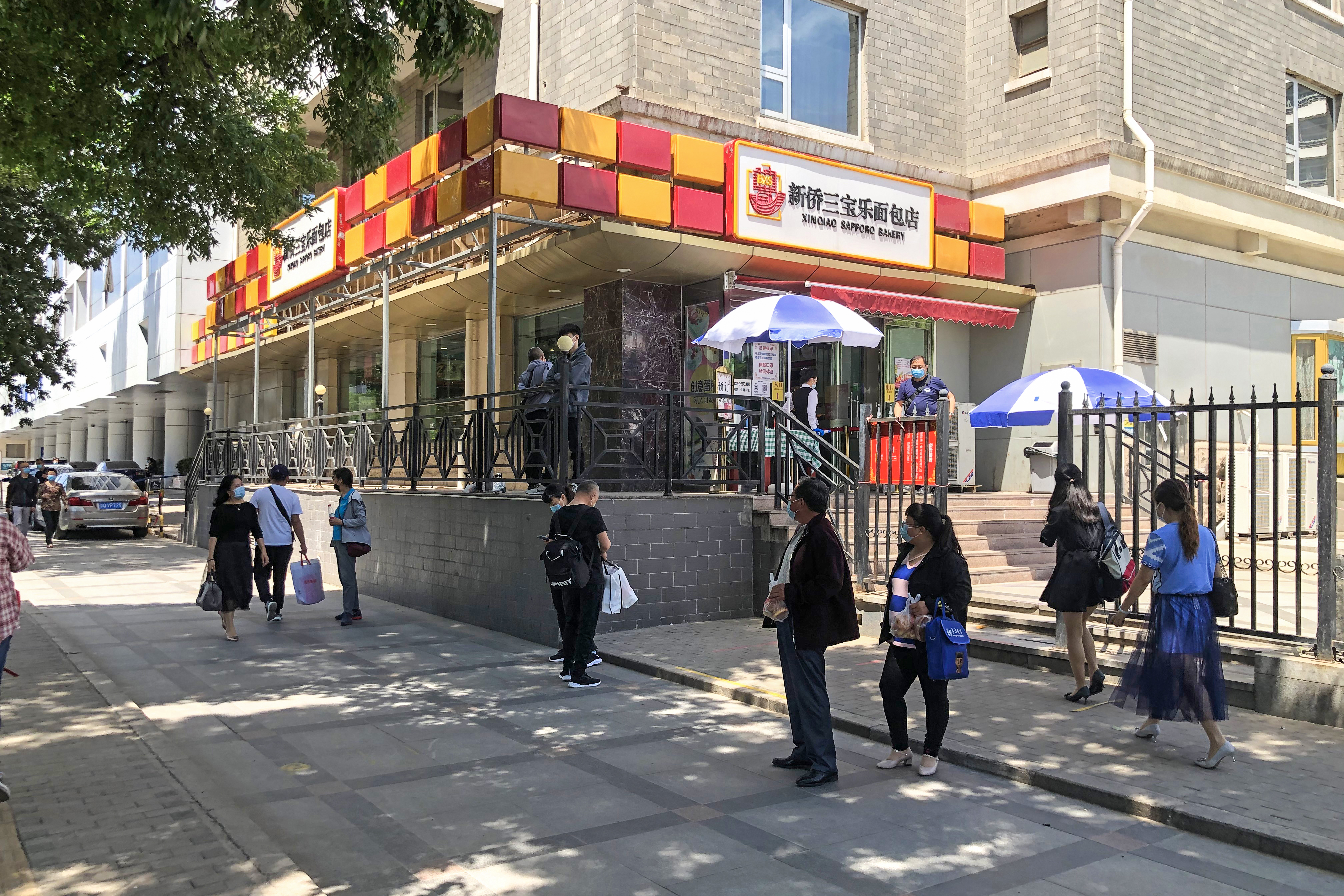
新侨饭店地面的新侨三宝乐面包店

1879年左右新侨饭店位置（左下）的相片

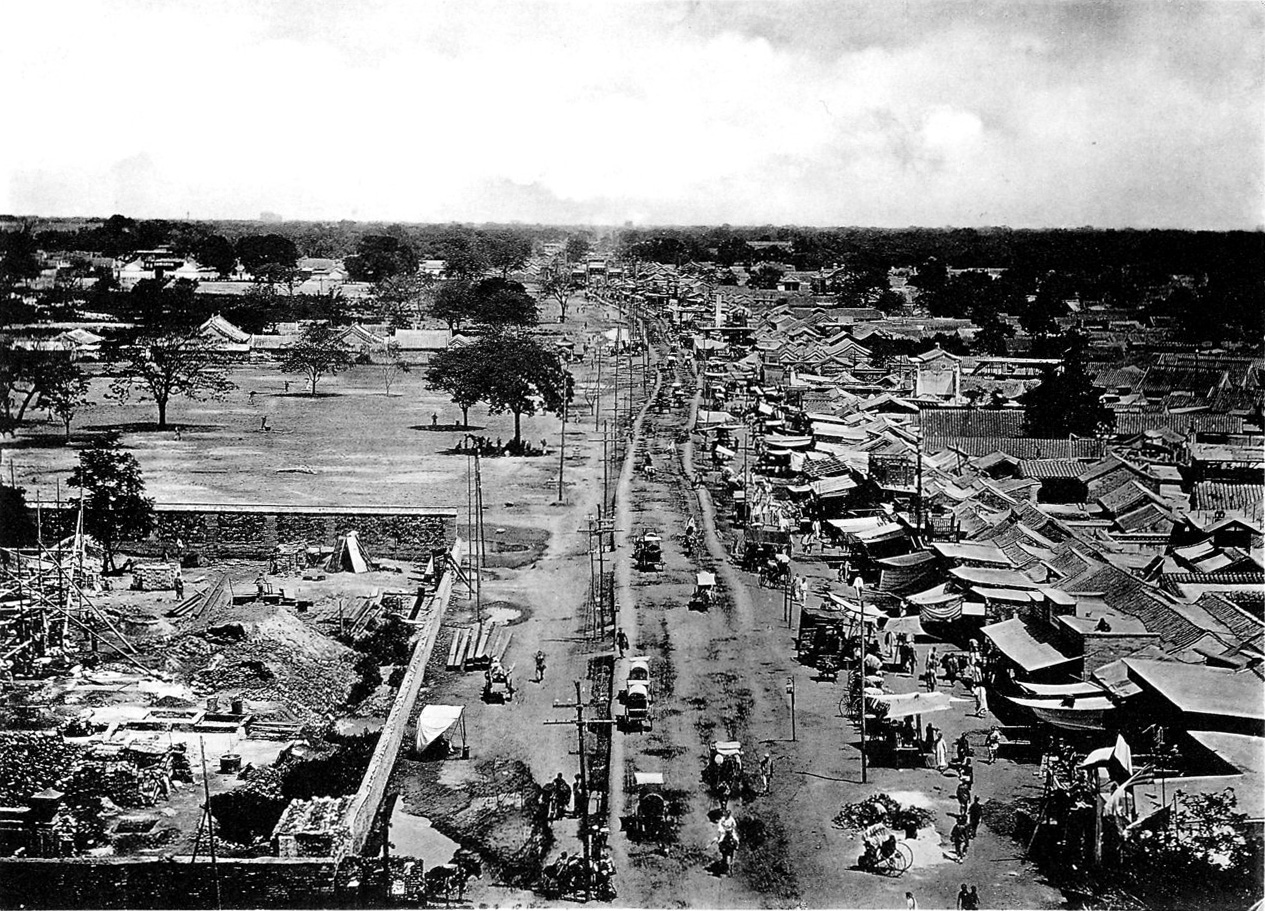
1900年左右新侨饭店位置（左下）的相片

1954年8月1日，由王宽诚等多名华侨人士投资兴建的新侨饭店建成开业，成为中华人民共和国成立后第一间由海外华侨投资的饭店:361，也是当时北京屈指可数的高级饭店之一，当时总投资720.5亿元，其中公股406亿元，港澳人士和华侨投资100亿元，公私合营华侨、广东、福建三家投资公司出资220亿元，私营和私人投资利息于1965年全部结清:108。
1985年1月28日，北京新侨饭店与日本丸一商事、札幌啤酒合资改建的新侨三宝乐西餐厅在新侨饭店对外餐厅的基础上开业，该餐厅附设一个面积28平方米、销售面包和西式糕点的小型超级市场，这间小型超级市场后来演变为新侨三宝乐面包店，成为北京市首家前店后厂、开放自选的面包店，此后北京民间更流传着“老莫的蛋糕、新侨三宝乐的面包、中关村的洋点心”这一说法。1988年，北京市旅游公司与香港宝力富有限公司共同投资组建北京新侨饭店有限公司:361。1991年，新侨饭店完成一期旧楼改造:362，1996年10月开始新楼扩建工程，1997年12月竣工:108。1998年，饭店重新装修。
1999年9月6日成立的北京2008年奥运会申办委员会将新侨饭店B区6层作为办公地点，2001年申奥成功后成立的北京奥组委初期也在新侨饭店办公，直至2002年9月28日。2001年，法国雅高集团参与管理北京首旅集团旗下的北京新侨饭店，饭店更名为北京新侨诺富特饭店。2004年，位于北京新侨诺富特饭店2层的凯涛法餐厅在装修后重张开业。
北京新侨诺富特饭店位于崇文门路口西北侧，分为三星（B楼）6层、四星（A楼）14层。裙楼2到5层是餐厅，饭店内设有各种娱乐设施，以及温泉水疗中心。